# Schefflera leptophylla
Schefflera leptophylla là một loài thực vật có hoa trong Họ Cuồng cuồng. Loài này được (Veitch ex T.Moore) Frodin miêu tả khoa học đầu tiên năm 2003 publ. 2004.